# Зубаха Дмитро Михайлович
Дмитро́ Миха́йлович Зуба́ха (23 лютого 1971, Київ, УРСР) — український футболіст, найбільше відомий завдяки виступам у складі київського «Динамо-2» та варвинського «Факела».

## Життєпис
Дмитро Зубаха — вихованець групи Анатолія Бишовця у СДЮШОР «Динамо» (Київ). Протягом 1989—1990 років захищав кольори аматорського клуб «Темп» з Корсунь-Шевченківського. У 1991 році повернувся до системи київського «Динамо». 15 листопада того ж року замінив Юрія Мороза на 85-й хвилині матчу 1/16 Кубка СРСР проти охтирського «Нафтовика». Цей матч став для Зубахи єдиним у складі основної команди киян. Протягом 1992—1993 років був одним з основних захисників «Динамо-2».
На початку 1994 Зубаха перейшов до лав роменського «Електрона», що виступав у перехідній лізі чемпіонату України, однак вже у травні команду зняли зі змагань, тож захисник змушений був шукати собі новий клуб. Протягом майже всього сезону 1994/95 залишався поза великим футболом, зігравши лише один кубковий матч у складі київського ЦСКА.
Влітку 1996 року приєднався до варвинського «Факела», що був одним з лідерів аматорського чемпіонату України та успішно боровся за здобуття професійного статусу. Після двох сезонів у другій лізі «Факел», що змінив назву на ГПЗ, повернувся на аматорський рівень, однак Дмитро Зубаха продовжував виводити варвинців на поле з капітанською пов'язкою аж до 2002 року, після чого зник з футбольних радарів.